# Апатезия
Апатезия (лат. Apatesia) — род суккулентных растений семейства Аизовые (Aizoaceae), произрастающий на территории Капской провинции ЮАР.

## Название
Родовое латинское (научное) название Apatesia происходит от греческого слова apatesis, — «обман», из-за возможной путаницы с родом Hymenogyne.

## Ботаническое описание
Однолетние травы с лежачими стеблями. Листья плоские или слегка желобчатые, строго перекрещивающиеся с расширенными внизу черешками и влагалищами. 
Цветки одиночные на длинных цветоножках; открываются в светлое время суток. Чашелистиков 5. Лепестки 4- или 5-рядные, свободные, широко растопыренные, отходят от блюдцевидного отростка чашечки, края их реснитчатые; желтые. Тычинок и стаминодий много. Нектарник представляет собой плоское кольцо с краевым ободком. Завязь плоская сверху и вдавленная ниже края чашечки; рылец 8-12, толстые, длиной 2 мм. Плод представляет собой 8—12-гнездную коробочку, неглубокую, снизу слабовыпуклую; створки горизонтально расходятся при расширении, узко дельтовидные; кили расширяются на +/- половину длины створки и примыкают к центральному килю, имеются очень маленькие покрывающие перепонки; у Apatesia sabulosa створки с узким перепончатым ободком. Семена округлые и гладкие.
Число хромосом: х = 9.

## Таксономия
Apatesia N.E.Br., первое упоминание в Gard. Chron., ser. 3, 81: 12 (1927).

### Синонимы
Гетеротипные (основанные на разных номенклатурных типах):
- Thyrasperma N.E.Br. (1925)

### Виды
Подтвержденные виды (3) по данным сайта Plants of the World Online на 2023 год:
- Apatesia helianthoides (Aiton) N.E.Br.
- Apatesia pillansii N.E.Br.
- Apatesia sabulosa (Thunb.) L.Bolus